# Джантшей
Джантшей, або Джантшейський лиман, Джантшейське озеро (рум. Djantşai) — солонуватий лиман лагунного типу з групи Тузловських лиманів. Загальна площа лагуни — 6,92 км². Знаходиться на північних схід від лиману Сасик південний захід від лиману Малий Сасик, з яким він пов'язаний. На березі лиману знаходиться бальнеологічно-грязевий курорт Росєйка, Білгород-Дністровського району Одеської області. Від моря Джантшейський лиман відмежений піщаною косою.
Лиман входить до складу Національного природного парку «Тузловські лимани».
В лимані ловиться карась, короп, бичок.